# Passiflora inundata
Passiflora inundata är en passionsblomsväxtart som beskrevs av Adolpho Ducke. Passiflora inundata ingår i släktet passionsblommor, och familjen passionsblomsväxter. Inga underarter finns listade i Catalogue of Life.